# ماثيو سكوت (لاعب كريكت)
ماثيو سكوت (15 سبتمبر 1979 في المملكة المتحدة - )  (بالإنجليزية: Matthew Scott)‏ هو لاعب كريكت بريطاني. لعب مع Hampshire Cricket Board ‏.